# South American Missionary Society
1844 als Patagonian Missionary Society (PMS) von Allen Gardiner, einem ehemaligen Offizier der britischen Marine, zur Missionierung der Indianerstämme Patagoniens gegründet. Die Gesellschaft wurde 1864 in South American Missionary Society (SAMS) umbenannt und ist bis heute in Lateinamerika tätig.
Die Idee zur Gründung dieser Gesellschaft geht auf die Erkundungsreisen durch Fitz Roy 1830 und 1833 zurück, bei denen vier Indios aus Feuerland nach England verschleppt worden waren (siehe auch Jemmy Button). Ihr Aufenthalt in England hatte großes öffentliches Interesse hervorgerufen.
Gardiner selbst unternahm entlang der Magellanstraße mehrere erfolglose Versuche der Missionierung (1842, 1844/45 und 1848) und starb bei seinem letzten Versuch der Ansiedelung auf Feuerland 1851, wie auch seine sechs Begleiter, an Unterernährung und Skorbut. Die Nachricht vom Ableben der Männer stimulierte allerdings die Spendenfreudigkeit der englischen Gesellschaft, so dass die PMS unter Reverend George Packenham Despard schon wenig später ein Schiff mit dem Namen Allen Gardiner ausrüsten konnte, welche unter dem Kommando von William Parker Snow stand. Die Falklandinseln sollten als Stützpunkt für die Missionierungsversuche genutzt werden. Auf Keppel Island (sp.: Isla Vigía) wurde die erste Missionsstation gegründet, wohin 1855 Indios aus Feuerland und Patagonien zu Missionierungszwecken verbracht werden. Bei diesen Missionierungsversuchen bedient sich die PMS der inzwischen wieder nach Feuerland zurückgekehrten Gruppe um Jemmy Button. Dennoch wurde auch diese Mission von einem schweren Rückschlag begleitet. Nach Gründung einer neuen Missionsstation auf Wulaia (sp.: Isla Navarino) wurden 1859 nach einer Auseinandersetzung mit lokalen Gruppen 9 Besatzungsmitglieder und Missionare der Allen Gardiner getötet.
Erst um 1864 kommt es zu erneuten Missionierungsversuchen der inzwischen in South American Missionary Society umbenannten Gesellschaft.